# Charlotte Bonaparte

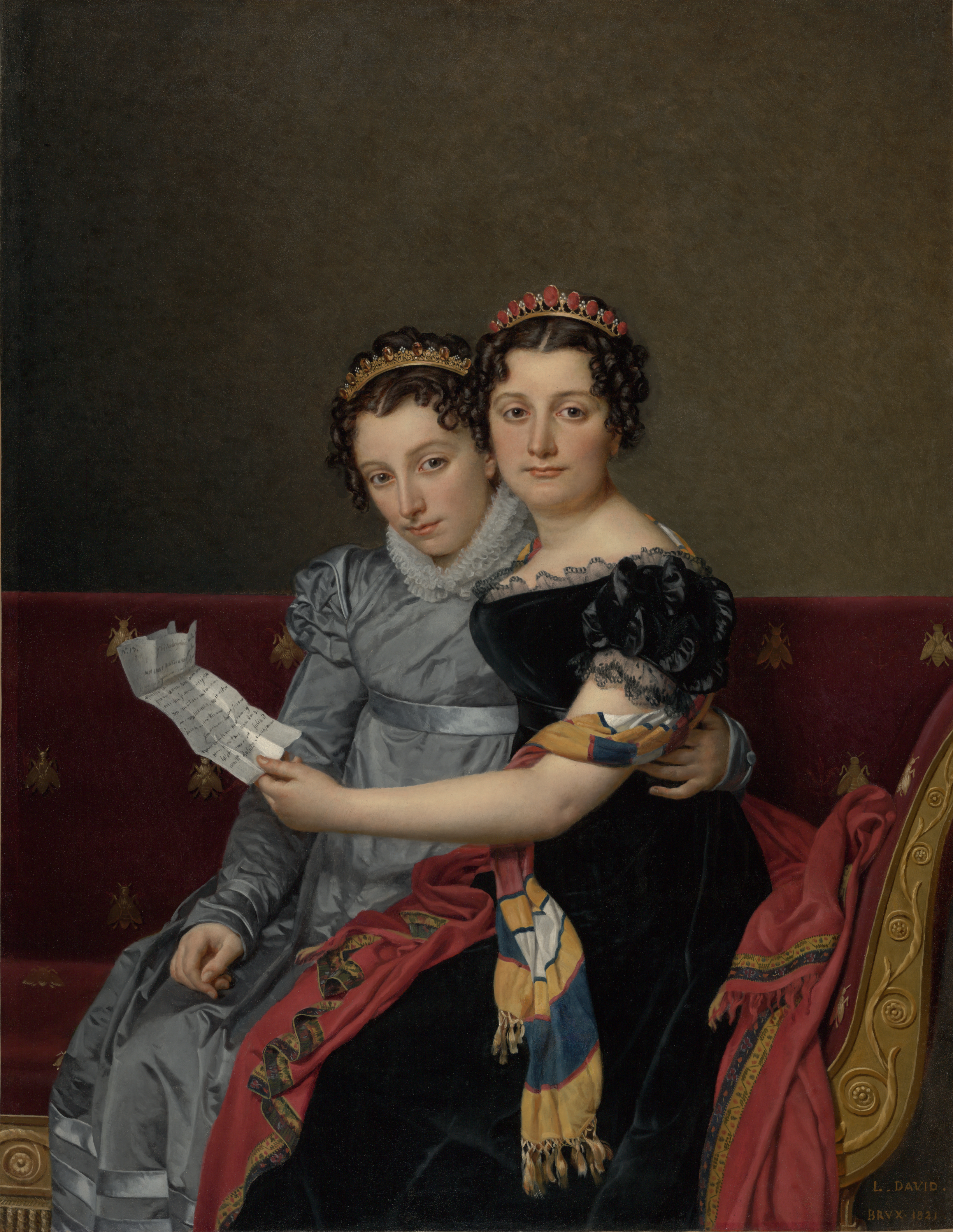
Zénaïde en Charlotte Bonaparte in 1821, door Jacques-Louis David

Charlotte Napoleone Bonaparte (Parijs, 31 oktober 1802 - Sarzana, 2 maart 1839) was de dochter van Jozef Bonaparte, de oudste broer van keizer Napoleon I, en Julie Clary. Haar moeder was de zuster van Désirée Clary, met wie Napoleon een verhouding had. Charlotte trouwde met haar neef Napoleon Lodewijk, tweede zoon van koning Lodewijk Napoleon en Hortense de Beauharnais. Charlotte overleed tijdens de bevalling van haar eerste kind. Vader van dit kind was graaf Potocki uit Polen.
- Biblioteca Nacional de España: XX5340383
- Bibliothèque nationale de France: cb12516326g (data)
- Gemeinsame Normdatei: 119525186
- International Standard Name Identifier: 0000 0001 2277 0901
- Library of Congress Control Number: n97061251
- Nationale Bibliotheek van Tsjechië: jx20111024003
- SNAC: w67x016d
- Système universitaire de documentation: 034404295
- Union List of Artist Names: 500354823
- Virtual International Authority File: 18033808
- WorldCat: E39PBJj8KXHXWMgYDDXTByRFrq